# Eiskalt (Roman)
Eiskalt (englischer Originaltitel: Stone Cold) ist ein Jugendroman von Robert Swindells, der 1993 beim Verlag Hamish Hamilton veröffentlicht wurde. Die deutsche Erstausgabe erschien 1997 beim Verlag Sauerländer. Im Mittelpunkt der Handlung stehen der 16-jährige Link, der von zu Hause wegläuft und obdachlos wird, sowie der 47-jährige Shelter, der die Londoner Straßen von Obdachlosen säubern will, indem er sie in sein Haus lockt und tötet.
Der Roman gewann 1993 die Carnegie Medal sowie den Sheffield Book Award und wird heutzutage gelegentlich als Schullektüre verwendet. Außerdem wurde er 1997 in einer kurzen Fernsehserie von Stephen Whittaker verfilmt und auf BBC ausgestrahlt.

## Handlung
Robert Swindells Eiskalt berichtet jeweils in Ich-Form abwechselnd über die Handlungen und Erlebnisse zweier Personen, die sich selbst Link beziehungsweise Shelter nennen. Erst im letzten Kapitel vereinen sich beide Geschichten. Shelters Kapitel sind mit Daily Routine Orders (dt. Tagesbefehl) überschrieben, Links Kapitel tragen keine Überschriften.
Der 16-jährige Link (sein bürgerlicher Name wird nicht genannt), geboren am 20. März 1977 in Bradford, Yorkshire, ist traurig darüber, dass sein leiblicher Vater seine Familie verlassen und somit im Stich gelassen hat. Zwei Jahre später hat seine Mutter, welche stets Hausfrau war, einen neuen Lebensgefährten, Vince. Vince ist in seinen 50ern und steckt mitten in einer Midlife Crisis. Link und seine Schwester Carole vertragen sich überhaupt nicht mit ihm, und die Mutter ist zu schüchtern um die Situation zu besänftigen. Carole zieht nach einem Vorkommnis mit Vince aus und wohnt von da an bei ihrem Lebenspartner Chris. Link, der nur einen mäßigen Schulabschluss erreicht, verlässt daraufhin auch bald sein Heim, allerdings hat er keinen Zufluchtsort. Er verweilt einige Zeit auf den Straßen Bradfords, bis er nach einem Zusammentreffen mit der Familie zu Weihnachten und am Stefanitag beschließt, nach London zu reisen, um dort neu zu starten.
Mittlerweile schmiedet ein 47-jähriger Ex-Feldwebel im Londoner Stadtbezirk Camden Pläne, um die Straßen Londons von den Obdachlosen zu säubern. Er legt sich zu diesem Zweck den Namen Shelter zu. Shelter hat bis in seine 40er für die British Army gedient und junge Rekruten zu Soldaten ausgebildet. Er wurde allerdings aus nicht näher spezifizierten „medizinischen Gründen“ aus dem Dienst entlassen – Gründe, die er nicht akzeptieren will. Er betrachtet Obdachlose und Junkies als Müll und deshalb denkt er, dass es ein Dienst an der Gesellschaft sei, wenn er diesen Abfall beseitigt. Er nennt das „Rekruten“ für die „Camden Horizontals“ gewinnen. Da seine Tat aber nicht vom offiziellen Gesetz gedeckt ist, versucht er mit ausgeklügelten Methoden vorzugehen, um keinen Verdacht zu erregen. Von dieser Idee geradezu besessen, kauft er sich z. B. eine Katze, die er Sappho tauft, damit es auf andere so wirken soll, als sei er in Wahrheit ein netter, humanistisch gebildeter Mensch. Seine Vorgehensweisen plant er bis in jedes Detail und studiert sogar verschiedene Arten des Lächelns ein.
Link findet in London keine Arbeit und keine bezahlbare Wohnung und ist bald gezwungen, ohne weitere Möglichkeiten auf der Straße zu leben. Er erkennt, wie hart, kalt und brutal dies ist. Durch Zufall trifft er Ginger (wegen seines roten Haars, sein bürgerlicher Name wird nicht genannt), welcher bedeutend netter und hilfsbereiter als die anderen Obdachlosen ist. Sie ziehen zusammen weiter und Ginger zeigt Link, wie man auf der Straße überleben kann. Sie gehen jeden Tag betteln und übernachten in Türöffnungen. Einmal verbringen sie die Nacht bei Captain Hook (sein bürgerlicher Name lautet Probyn), welcher sechs Boote besitzt, auf denen täglich bis zu 240 Obdachlose gegen Bezahlung nächtigen können.
Mittlerweile führt Shelter seine Pläne durch, indem er nachts an wechselnden Orten einen Obdachlosen aufsucht und ihn dann anschließend mit verschiedenen Vorspiegelungen in sein Haus lockt, wo er ihn tötet. Um die Gefahr seiner Entdeckung zu verringern, versucht er kein wiederkehrendes Schema bei seinen Taten zu hinterlassen und daher befinden sich unter seinen Opfern weiße und schwarze Männer und auch Frauen. Um keine Spuren zu hinterlassen, bewahrt er die Leichen in einem Hohlraum unter seinem Wohnzimmerfußboden auf, wo sie aufgrund der Kühle und der Zugluft nicht so rasch verwesen. Seinen „Rekruten“ verpasst er militärische Haarschnitte und Stiefel und ordnet sie nach Größe.
Eines Tages begegnet er auch Ginger und Link, die gerade betteln. Shelter gibt ihnen nichts außer einer beleidigenden Antwort. Als er weitergeht, meint er, die beiden lachen zu hören. Dies will er nicht auf sich sitzen lassen und nimmt sich fest vor, die beiden zu seinen Opfern zu machen. Eines Tages verlässt Ginger Link für eine Weile, weil er seine Freunde treffen will. Bei dieser Gelegenheit kann Shelter ihn, bevor er zu Link zurückkehren kann, mit der Lüge, er habe Link angefahren, in sein Haus locken und töten.
Link ist nach der Enttäuschung, dass Ginger scheinbar nicht mehr zu ihm zurückkehren will, am Boden zerstört und trifft kurz darauf Gail (ihr bürgerlicher Name ist Louise Bain), die schönste Frau, die er jemals gesehen hat, obwohl auch sie obdachlos ist. Gail, die neu auf den Londoner Straßen angekommen ist, bittet Link, ihr zu zeigen, wie man auf der Straße überleben kann. Link will sich zwar nicht mehr an Menschen binden, aber er erinnert sich daran, wie Ginger ihm geholfen hat, und ist außerdem zu verliebt, um die Bitte abzulehnen.
Als Shelter nun Link erwischen will, entdeckt er, dass Link wieder einen neuen Partner hat, nämlich Gail, was seine Aktion erschwert. Aber er gibt diesen Plan nicht auf und sucht sich in der Zwischenzeit leichtere Beute.
Durch Zufall erfahren Link und Gail einige Zeit später, dass ein älterer Mann mehrfach zusammen mit Obdachlosen beobachtet wurde, und auch, dass sie mit ihm in ein Haus gingen und danach nie wieder gesehen wurden. Sie erfahren von Nick, einem obdachlosen Zeitschriftenverkäufer, dass auch Ginger zuletzt mit diesem Mann zusammen gesehen wurde. Link und Gail versuchen ihren aufkeimenden Verdacht bei einer Polizeistation zu melden, die Polizisten, die Shelter in seinem Haus aufsuchen, um die Vorwürfe zu klären, werden jedoch von Shelter sehr geschickt getäuscht und untersuchen die Sache nicht weiter.
Daraufhin beobachten Link und Gail auf eigene Faust Shelters Haus und warten darauf, ihn auf frischer Tat zu ertappen. Gail verlässt aber zwischendurch Link, weil sie noch private Angelegenheiten erledigen will. Die beiden streiten, weil Link denkt, dass sie wieder ihre Schwester anrufen will und dass sie somit sehr verschwenderisch mit dem wenigen Geld umgeht. Als Link Shelter weiter beobachtet, glaubt er schließlich zu erkennen, dass Shelter doch kein Mörder sein kann, da er sehr gewöhnlich aussieht und sehr zärtlich zu seiner Katze ist. Link begibt sich in Shelters Haus, nachdem Shelter ihn gesehen und eingeladen hat. Im Haus greift Shelter ihn unversehens an, zeigt ihm seine inzwischen sieben Rekruten und will auch ihn töten. Nach einem harten Kampf erscheint rechtzeitig die Polizei, welche von Gail herbeordert wurde, und nimmt Shelter fest.
Gail offenbart sich Link als Reporterin, welche lediglich recherchieren wollte, wie es ist, auf der Straße zu leben. Link wird erneut enttäuscht: Seine Liebe verlässt ihn und selbst ein Massenmörder hat ein besseres Schicksal als er – mit freier Unterkunft und gutem Essen lebenslang. Er beschließt daraufhin, den Stadtbezirk Camden zu verlassen, da dieser ihn nur an schlechte Erinnerungen bindet.

## Hintergrund
Swindells recherchierte für dieses Buch, indem er in London selbst drei Nächte lang auf der Straße schlief.

## Kritik
“A gripping read.”

„Eine fesselnde Lektüre.“

Ann Kay schreibt in ihrer Rezension: „Robert Swindells schreibt über brennende soziale Themen und bringt darin auch eigene Erfahrungen und Überzeugungen zum Ausdruck. Er war in der Armee und saß wegen seines Engagements in der Anti-Atomkraft-Bewegung im Gefängnis. Obwohl er mit 15 von der Schule ging, schaffte er doch seinen Abschluss als Lehrer. Seine Empathie für jene, die ihren eigenen Weg gehen, durchdringt diesen großartigen Roman.“

“This book should be included in every children’s library.”

„Dieses Buch sollte im Bücherregal jedes Kindes stehen.“

Die Sunday Times meint über Swindells Roman: „Es ist ein Buch, das Teenager dazu bringt, in besetzte Hauseingänge zu schauen und nachzudenken.“

## Referenzen
Eiskalt wird in dem literarischen Nachschlagewerk 1001 Kinder- und Jugendbücher – Lies uns, bevor Du erwachsen bist! für die Altersstufe 12+ Jahre empfohlen.

## Ausgaben
- Stone Cold. Hamish Hamilton, UK 1993 (englisch).
- R. Swindells: Stone Cold. Penguin Books Ltd, London 1995, ISBN 978-0-14-036251-0.
- Eiskalt. Sauerländer, 1997.
- R. Swindells: Stone Cold. Klett English Editions, Ernst Klett Sprachen GmbH, Stuttgart 2009, ISBN 978-3-12-578145-0, 112 Seiten.